# Lineopsella trilineata
Lineopsella trilineata är en djurart som tillhör fylumet slemmaskar, och som först beskrevs av Schmarda 1859.  Lineopsella trilineata ingår i släktet Lineopsella och familjen Lineidae. Inga underarter finns listade i Catalogue of Life.